# Immanuel Friedlaender

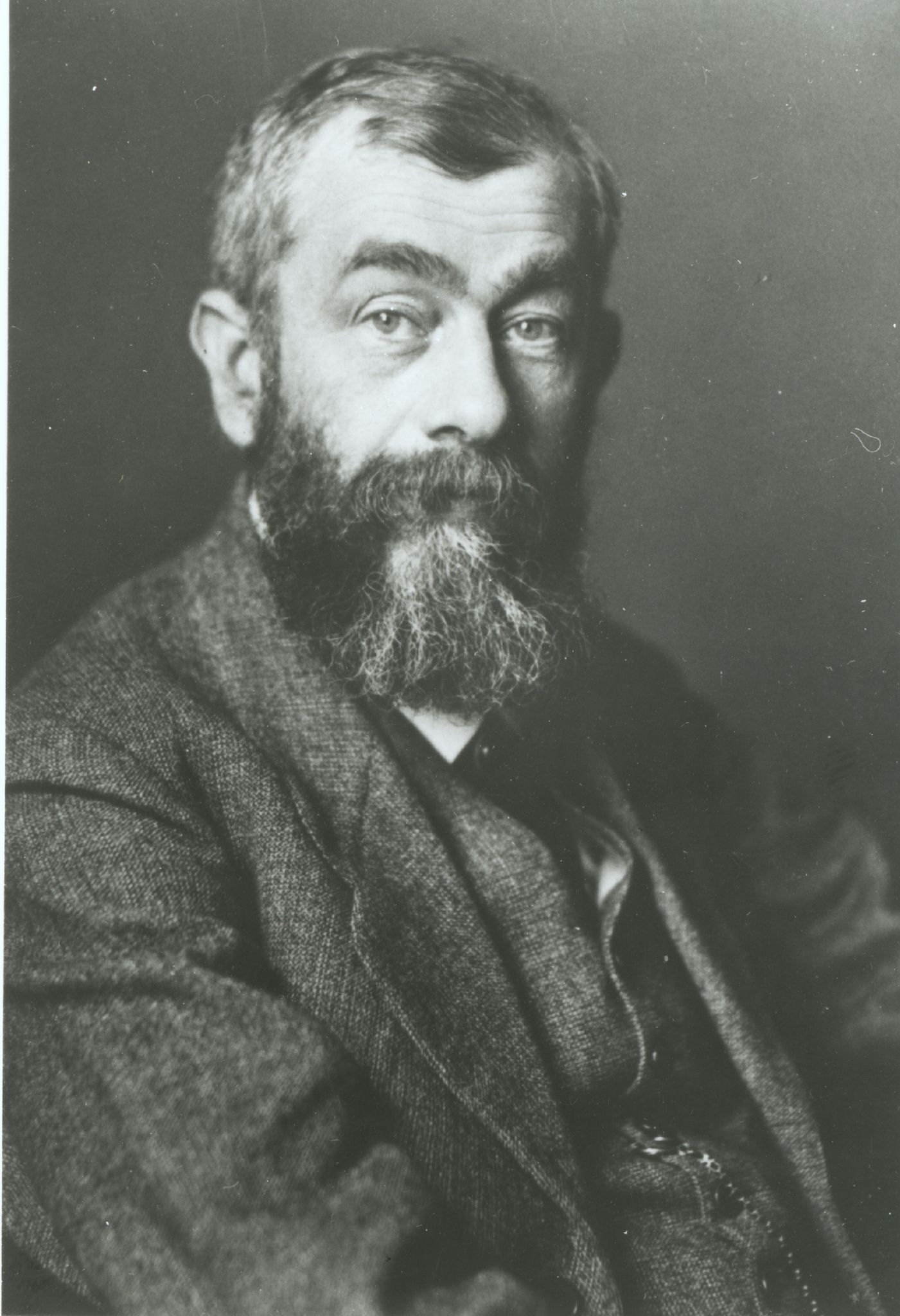
Immanuel Friedlaender (ca. 1930)

Gottfried Immanuel Friedlaender (* 9. Februar 1871 in Berlin; † 3. Januar 1948 in Zürich) war ein deutsch-schweizerischer Vulkanologe.

## Privatleben
Friedlaender war der Sohn von Carl Friedlaender (* 1817; † 1876), Professor der Nationalökonomie in Berlin, und der Marie Therese Anna Friedlaender, geb. Nuglisch (16. Juli 1827; † 1909), Tochter des Fabrikanten Adolf Nuglisch. Immanuel Friedlaenders Großvater war der Berliner Arzt Nathan Friedlaender (1776–1830). Zu seinen Geschwistern gehörte der Zoologe Benedict Friedlaender, mit dem er als junger Mann unter anderem nach Hawaii und Südostasien reiste. Später heiratete er Hertha Meyer (* 1876; † 1958), eine der jüngeren Schwestern des Physikers Stefan Meyer und des Chemikers Hans Leopold Meyer. Das Ehepaar hatte mit Clara Anna Hertha, Olga Beatrice Hertha, Carl Gotthelf Immanuel und Irmgard Elizabeth Hertha vier Kinder. Ab 1916 wohnte er an der Dolderstrasse 90 in Zürich, danach war sein Wohnsitz die Zürichbergstrasse 118. 1922 erhielt Friedländer das Schweizer Bürgerrecht.

## Wissenschaftliche Leistung

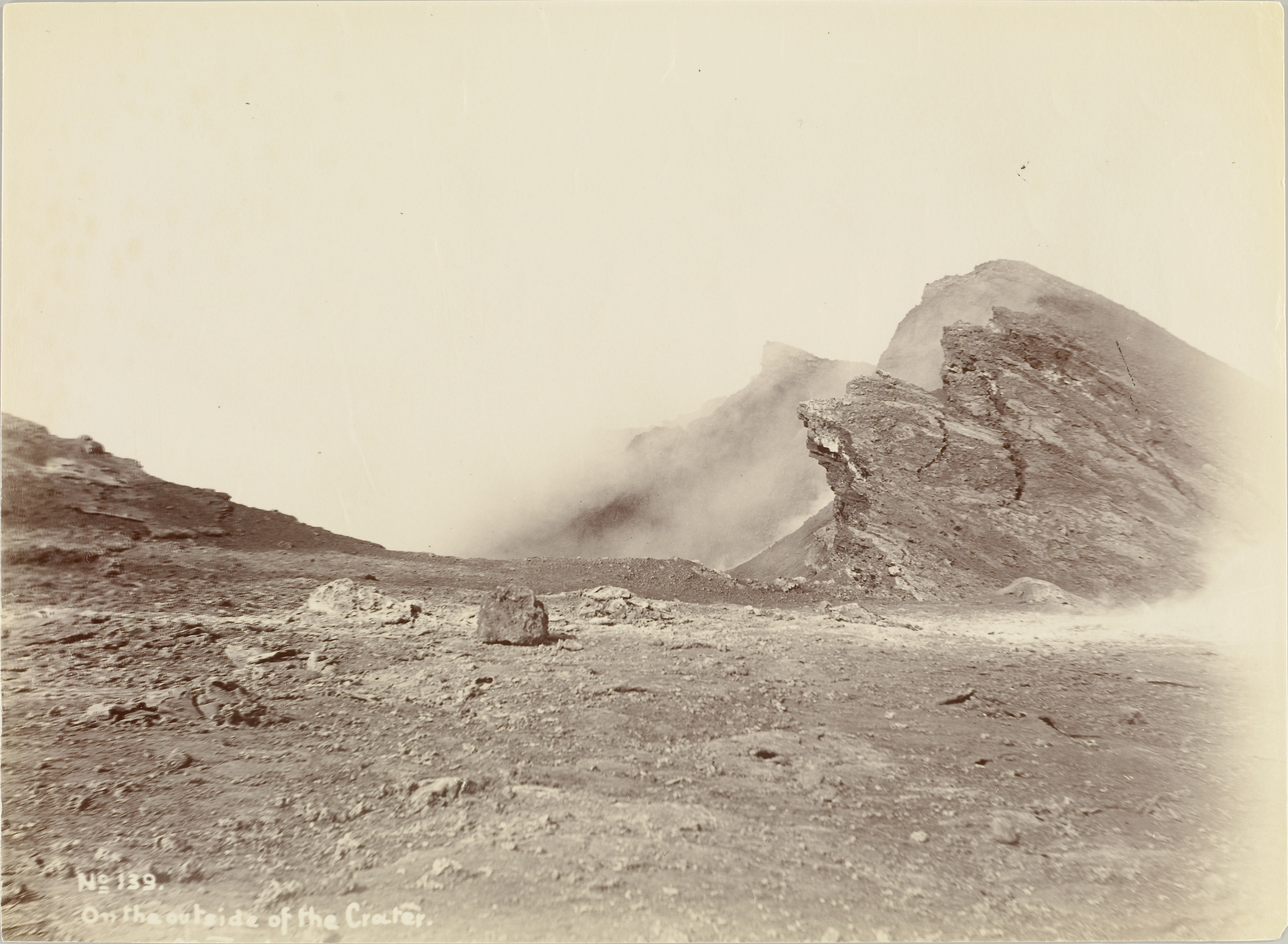
Aufnahme von Friedlaender: Krater des Matavanu, Samoa (1907)

Er promovierte in Physik, sein Interesse galt aber bald durch Einfluss seines Bruders der Vulkanologie.
Auf dem Internationalen Geologen-Kongress 1910 in Stockholm regte er die Gründung eines internationalen Vulkaninstituts in Neapel an und erhielt zahlreiche positive Reaktionen. Diese veranlassten ihn, im Folgejahr 1911 einen entsprechenden Aufruf zu veröffentlichen. Dem Aufruf beigefügt war eine Unterschriftenliste, die von zahlreichen Wissenschaftlern unterzeichnet wurde. Er schuf mit der Zeitschrift für Vulkanologie 1914 die erste auf Vulkanologie spezialisierte Zeitschrift – sie sollte zukünftig als Sprachrohr des Instituts dienen. Eine der ersten über dieses Medium verkündeten Nachrichten war jedoch negativer Form: Da die letztendlich tatsächlich zugesagten finanziellen Beiträge zum Bau und Betrieb des Instituts wesentlich geringer ausfielen als erhofft, teilte Friedlaender über einen Artikel 1914 mit, das öffentliche Projekt aufzugeben. Stattdessen verwirklichte er es in privatem Rahmen. Noch 1914 wurden die Bauarbeiten abgeschlossen und mit der Ausstattung der Laboratorien begonnen. Die Hauptaufgabe des Instituts bestand in einer dauerhaften und systematischen Untersuchung der vulkanischen Aktivitäten am Golf von Neapel sowie in der Registrierung und Aufzeichnung der Erdbeben in der Region des Vesuv. Aus diesem Grund wurde eine seismologische Station in Betrieb genommen. Weitere Einrichtungen des mehrheitlich auf privater Basis geführten Vulkaninstituts Immanuel Friedlaender waren eine Bibliothek sowie eine umfangreiche vulkanologische Gesteinssammlung. Das Institut musste auf Grund der politischen Situation in Italien 1934 geschlossen werden. Die Messinstrumente wurden dem neapolitanischen Vulkanobservatorium des Seminario Arcivescovile übergeben und die Bibliothek, die Foto-, die Grafik- sowie die Mineraliensammlung 1935 im Zuge einer Schenkung an die ETH Zürich überführt. 1936 stellte Friedlaender schließlich auch die Zeitschrift für Vulkanologie ein.
Gemeinsam unter anderem mit Karl Erich Andrée, Gustav Angenheister, Beno Gutenberg, Franz Kossmat, Gerhard Krumbach, Karl Mack, Ludger Mintrop, Peter Polis, August Heinrich Sieberg und Emil Wiechert rief Friedlaender zudem am 19. September 1922 in Leipzig die Deutsche Seismologische Gesellschaft ins Leben. Sie war der Vorläufer der heutigen Deutschen Geophysikalischen Gesellschaft. Heutzutage hat die Stiftung Vulkaninstitut Immanuel Friedlaender ihren Sitz an der ETH Zürich. Als der bedeutendste Nachlass des Geologen gilt noch heute seine umfangreiche Fotosammlung mit über 8900 Fotos vulkanischer Formationen. Sie lagert im Bildarchiv der ETH-Bibliothek.
Das Buch mit seinem Bruder Benedict Absolute oder relative Bewegung behandelt das Machsche Prinzip im Rahmen der klassischen Physik und ist durch Behandlung des Effekts rotierender Massen in einer Erweiterung der Newtonschen Gravitationstheorie ein Vorläufer der Behandlung des Lense-Thirring-Effekts der Allgemeinen Relativitätstheorie. August Föppl führte 1904 einen Test durch, in dem die Wirkung der rotierenden Erde auf ein schnell rotierendes Gyroskop untersucht wurde, ohne feststellbaren Effekt (innerhalb der Messgenauigkeitsgrenzen).

## Werke
- Absolute oder relative Bewegung?, mit Benedict Friedlaender. Berlin: Leonhard Simion, 1896.
- Karten des Eruptionskegels des Vesuv und des Vesuvkraters, Napoli: Detken & Rocholl, 1913.
- Beiträge zur Kenntnis der Kapverdischen Inseln, Berlin: D. Reimer, 1913.
- Die Geschichte des Vesuv, Berlin: D. Reimer, 1929.
- Physics of the Earth I: Volcanology, Arthur L. Day, Immanuel Friedlaender, TA Jagger, Karl Sapper, Februar 1931, National Research Council Bulletin No. 77, 77 S.